# Виджин (Мазовецьке воєводство)
Виджин (пол. Wydrzyn) — село в Польщі, у гміні Венява Пшисуського повіту Мазовецького воєводства.
Населення — 190 осіб (2011).
У 1975-1998 роках село належало до Радомського воєводства.

## Демографія
Демографічна структура станом на 31 березня 2011 року:
|          | Загалом | Допрацездатний вік | Працездатний вік | Постпрацездатний вік |
| -------- | ------- | ------------------ | ---------------- | -------------------- |
| Чоловіки | 94      | 18                 | 61               | 15                   |
| Жінки    | 96      | 25                 | 48               | 23                   |
| Разом    | 190     | 43                 | 109              | 38                   |